# Калмазан
Калмаза́н (рос. Калмазан, башк. Ҡалмаҙан) — присілок у складі Мішкинського району Башкортостану, Росія. Входить до складу Великошадинської сільської ради.
Населення — 87 осіб (2010; 98 у 2002).
Національний склад:
- башкири — 96 %